# سد بوسکوپ
سد بوسکوپ (به لاتین: Boskop Dam) یک سد در آفریقای جنوبی است که در Near Potchefstroom واقع شده‌است.